# The Mescaleros
The Mescaleros byla doprovodná skupina Joe Strummera, dřívějšího člena skupiny The Clash. Skupina byla založena v roce 1999 a rozpadla se po smrti Strummera v roce 2002. Vydali tři studiová alba a čtyři singly.

## Diskografie

### Studiová alba
- 1999: Rock Art and the X-Ray Style
- 2001: Global A Go-Go
- 2003: Streetcore